# Taku Ishihara
Taku Ishihara (石原 卓 Ishihara Taku?), född 3 oktober 1988 i Aichi prefektur, är en japansk före detta fotbollsspelare.
Ishihara började sin karriär 2007 i Yokohama F. Marinos. 2008 flyttade han till Tokushima Vortis. 